# Acrosemia flavaria
Acrosemia flavaria là một loài bướm đêm trong họ Geometridae.